# Przełęcz pod Rycerzową

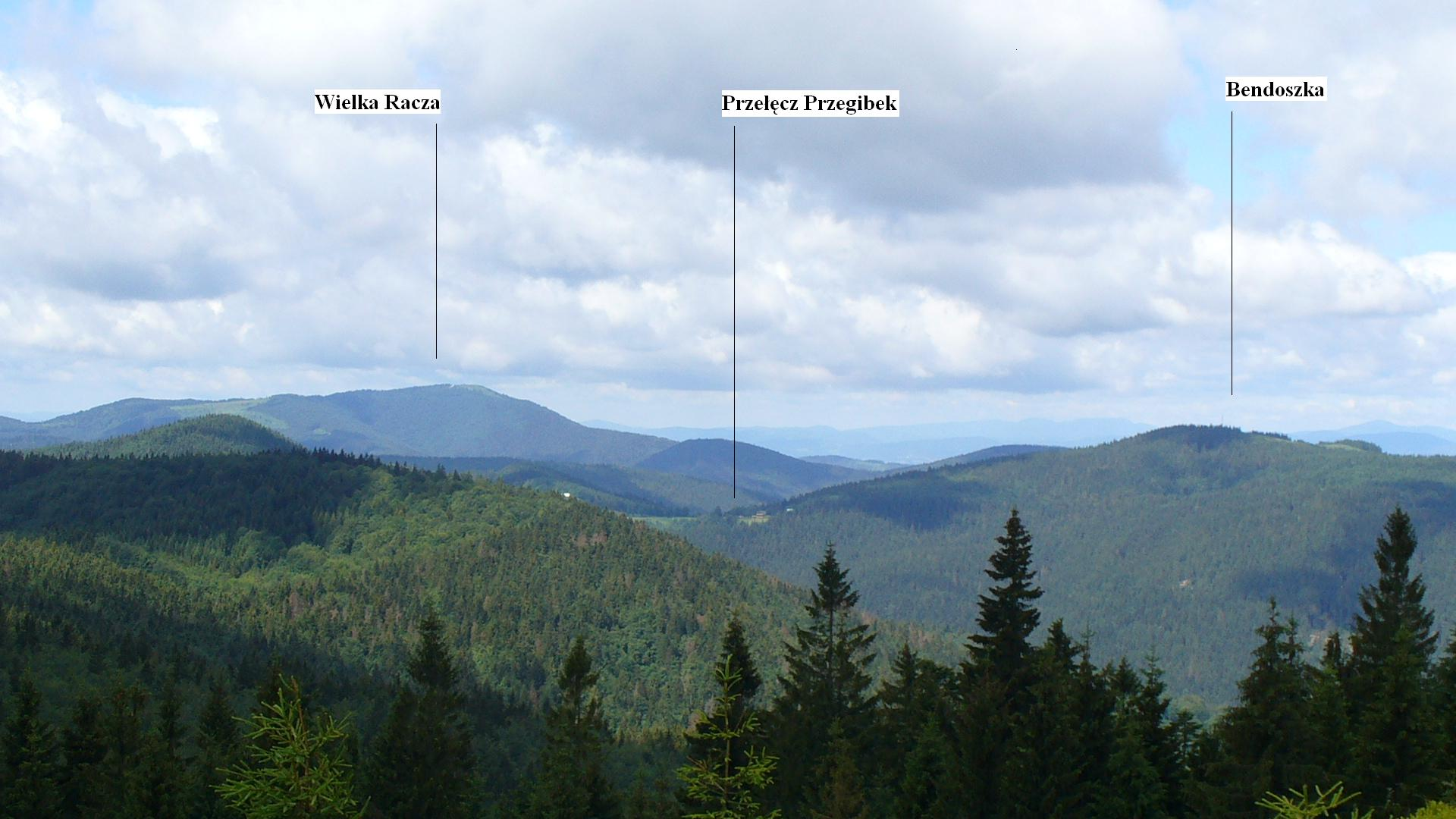
Grupa Wielkiej Raczy, widok z przełęczy Halnej w kierunku zachodnim

Przełęcz pod Rycerzową (1165 m), Przełęcz Halna – przełęcz w Beskidzie Żywiecko-Kysuckim (w Grupie Wielkiej Raczy), pomiędzy szczytami Wielkiej Rycerzowej (1226 m) i Małej Rycerzowej (1207 m). Zachodnie stoki przełęczy opadają do doliny potoku Dziobaki, wschodnie do doliny potoku Cicha. Przełęcz jest trawiasta, znajduje się w obrębie Hali Rycerzowej i dzięki temu stanowi dobry punkt widokowy.
Przełęcz znajduje się w granicach miejscowości Soblówka w województwie śląskim, w powiecie żywieckim, w gminie Ujsoły. W regionalizacji fizycznogeograficznej Polski według Jerzego Kondrackiego Grupa Wielkiej Raczy zaliczana jest do Beskidu Żywieckiego, w nowszej polskiej regionalizacji z 2018 roku do Beskidu Żywiecko-Kisuckiego.

## Turystyka
Na przełęczy znajduje się węzeł szlaków turystycznych:
 Zwardoń – Wielka Racza – Przegibek – Wielka Rycerzowa – Przełęcz pod Rycerzową– Kiczorka – Rycerka Dolna stacja kol.
 Przełęcz pod Rycerzową– Wiertalówka – przełęcz Kotarz – Muńczoł – Ujsoły
 Przełęcz pod Rycerzową – Bacówka PTTK na Rycerzowej – Soblówka
 Przełęcz pod Rycerzową – Przegibek
Bacówka PTTK na Rycerzowej znajduje się poniżej przełęczy, na jej południowo-wschodnich stokach.